# Sindicato dos Trabalhadores de Arqueologia
O Sindicato dos Trabalhadores de Arqueologia (STARQ) é um sindicato português, filiado na CGTP-IN - Confederação Geral dos Trabalhadores Portugueses — Intersindical Nacional. Foi criado em 2012 para defender os direitos dos profissionais na área da arqueologia.

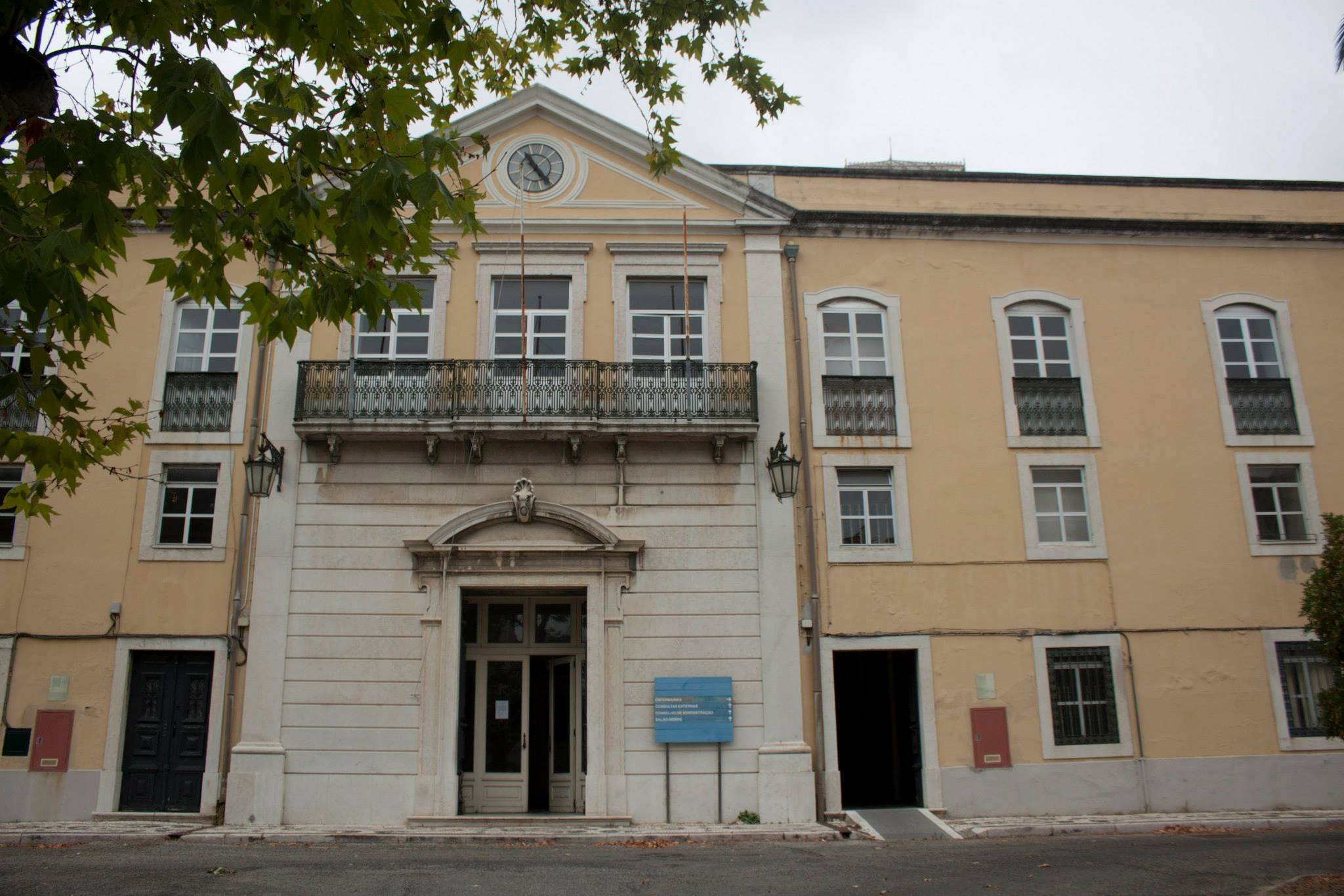
Fachada do antigo Hospital Miguel Bombarda.

## Descrição
A função principal do sindicato é a defesa dos direitos e dos interesses dos profissionais ligados à arqueologia, como arqueólogos, desenhadores, antropólogos e conservadores-restauradores. Neste sentido, as suas funções incluem o desenvolvimento de iniciativas para a valorização profissional dos trabalhadores, como a defesa de salários mais justos, a formação de vínculos de trabalho, a organização de jornadas de greve, e promover a formação dos seus associados. Ao mesmo tempo, também deve ser responsável pela preservação da ética e dos deveres e os direitos do trabalho na área da arqueologia, e colaborar durante a tomada de decisões de grande importância, em termos de política laboral, cultural, educativa e científica.
Além de zelar pelos direitos dos trabalhadores de arqueologia, o STARQ também tem lutado pela preservação do património nacional, tendo por exemplo alertado para a situação do Hospital Miguel Bombarda, em 2016, e a vandalização das gravuras rupestres do Parque Arqueológico do Côa, em 2017.
Em 2021, a mesa da assembleia geral era presidida por Jacinta da Conceição Marques Bugalhão, sendo o vice-presidente Gonçalo Adriano Simões Gonçalves Lopes, e o secretário Luís Carlos Serrão Gil. Quanto à direcção nacional, o presidente era Regis Alves de Souza Barbosa, os vice-presidentes eram Sara Mendonça de Sousa Dias de Brito, Liliana Matias de Carvalho, Sara Teixeira Simões e Sónia Marques Gabriel, o lugar de tesoureiro era ocupado por Bruno Miguel Coelho da Rocha, o secretário era Sílvia Mariana Coelho Maciel, e os vogais eram Mauro Carlos Ribeiro Correia, Ana Raquel Gonzaga, Cézer Renato dos Santos e Richard Andrew Veríssimo Peace. Finalmente, o conselho fiscal era composto pelo presidente, Rui Carlos Silva Barros Ferreira Couto, pelo vice-presidente, Pedro Machado da Costa Florentino Peça, e pelo secretário: Gil Filipe Pepolim Vilarinho.
A 24 de Fevereiro de 2024 ocorre a eleição dos órgãos sociais do STARQ para o triénio 2024-2027. A mesa da assembleia geral é presidida por Jacinta da Conceição Marques Bugalhão, sendo a vice-presidente Sara Mendonça de Sousa Dias de Brito , e o secretário Rui Carlos Silva Barros Ferreira Couto. Quanto à direcção nacional, o presidente é Regis Alves de Souza Barbosa, as vice-presidentes são Ana Raquel Gonzaga, Ana Margarida Gonçalves Miguel e Adriana Miranda Gomes, o lugar de tesoureira é ocupado por Patrícia Filipa S. Guimarães, o secretário é Pedro Machado da Costa Florentino Peça, e os vogais são João Ricardo Rebuge Pereira, Maria Helena Lopes Barbosa, André Texugo Lopes, Sónia Marques Gabriel e Ana Jéssica Silva Mendonça. Finalmente, o conselho fiscal passa a ser composto pela presidente, Liliana Matias de Carvalho, pelo vice-presidente, Bruno Miguel Coelho da Rocha, e pelo secretário: Mauro Carlos Ribeiro Correia.
O Sindicato conta com um boletim informativo próprio, O Interface, originalmente denominado de O Colherim, publicado semestralmente, que serve de meio de comunicação com os trabalhadores da área da Arqueologia e do Património.

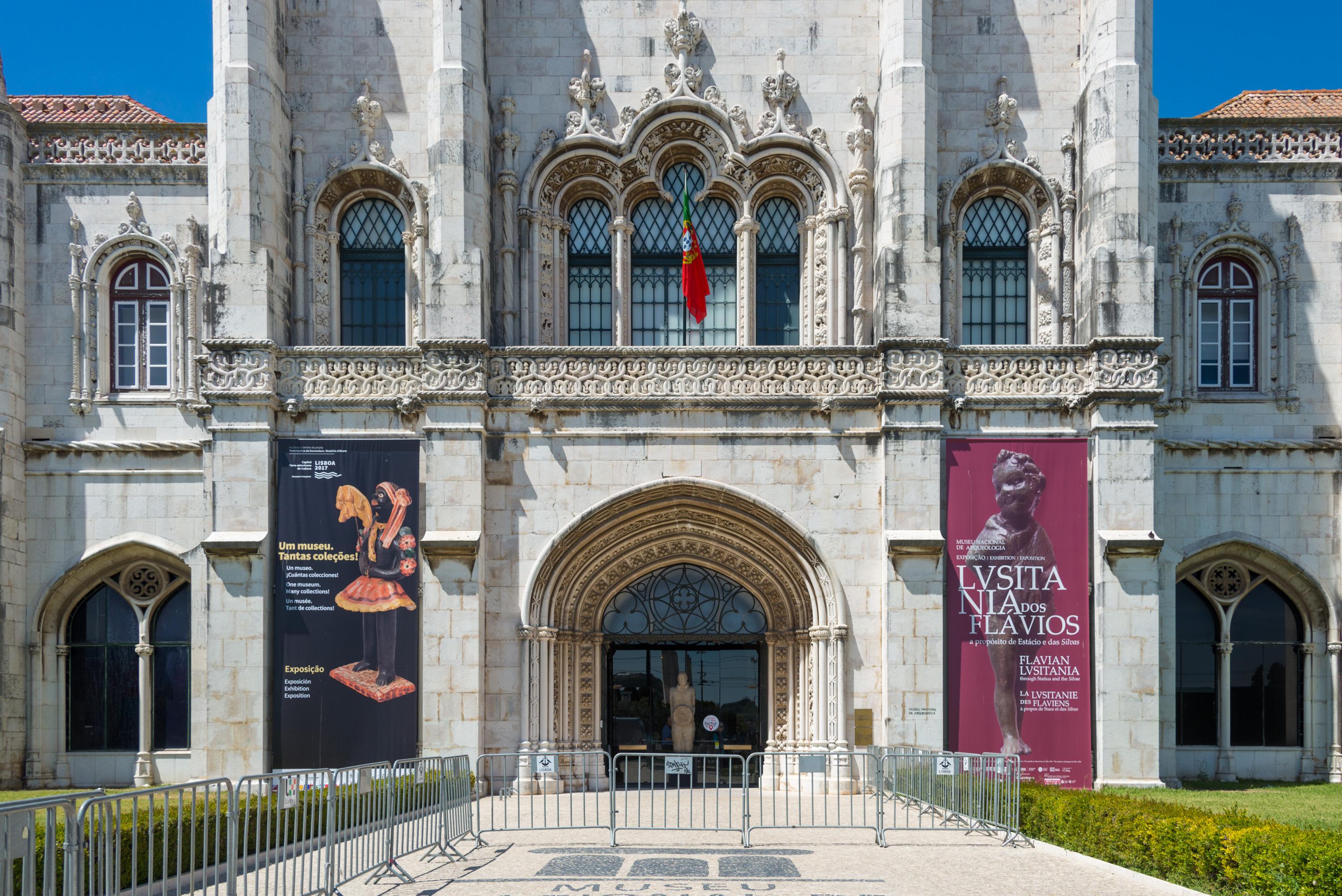
Museu Nacional de Arqueologia, em Lisboa.

## História

### Década de 2010
Em 20 de Março de 2010, foi realizada uma conferência no Museu Nacional de Arqueologia, em Lisboa, onde foram debatidas as várias modalidades de organização dos profissionais da arqueologia, tendo-se chegado ao consenso que deveria ser formado um sindicato especializado para os trabalhadores desta área. Assim, foi criado o Grupo de Trabalho Pró-Sindicato, que tinha como função promover a constituição da nova plataforma sindical, que incluiu a participação em várias sessões de esclarecimento e reuniões em diversos pontos do país. Desta forma, foi recolhido um conjunto de opiniões sobre as prioridades que o novo sindicato deveria ter, além de terem sido formadas as bases dos futuros estatutos da organização. Em 9 de Fevereiro de 2012, foi publicado o Manifesto de Apoio à Criação de um Sindicato dos Trabalhadores de Arqueologia, que teve uma subscrição superior a trezentas pessoas, e em 24 de Março foi organizada a Assembleia Constituinte do Sindicato dos Trabalhadores de Arqueologia, no Museu Nacional de Arqueologia, levando à constituição do sindicato. Depois foi feita a formalização da nova plataforma sindical, no Ministério da Economia e do Emprego e na Direcção-Geral e do Emprego e das Relações de Trabalho, tendo os estatutos sido lançados no Boletim do Trabalho e do Emprego, nos finais desse ano. Porém, devido à falta de consenso em relação a alguns artigos dos estatutos, estes foram remetidos ao Ministério Público pela Direcção-Geral e do Emprego e das Relações de Trabalho, levando a um processo no Tribunal do Trabalho, que foi concluído com a revisão dos estatutos em 24 de Janeiro de 2014.
Em 16 de Abril de 2015, o STARQ emitiu um comunicado em conjunto com os Sindicatos dos Trabalhadores de Espetáculos e dos Músicos, dos Profissionais do Espetáculo e do Audiovisual, onde criticou a estratégia cultural do governo, tendo-o acusado de ter a cultura como «a última das preocupações», e de ignorar os «criadores e trabalhadores da Cultura [...] na definição da política cultural», que eram substituídos por «economistas e gestores». Acusou igualmente o governo de querer destruir o Ministério da Cultura, através da «secundarização e o esvaziamento de meios políticos, humanos, técnicos e orçamentais». Entre Fevereiro e Abril de 2016, o Sindicato esteve reunido com os grupos parlamentares de vários partidos na Assembleia da República, tendo discutido assuntos como o envelhecimento dos quadros e a falta de condições de trabalho na área da arqueologia, as estratégias «mercantilistas e excludentes» do governo em relação à cultura, que davam uma maior prioridade às «receitas oriundas de bilheteira, afastando uma parcela da população que não pode pagar os valores praticados», e a progressiva alienação do património cultural, principalmente o caso do antigo Hospital Miguel Bombarda.
Em 30 de Maio de 2017, o Sindicato emitiu uma comunicação sobre o processo de descentralização de competências na gestão do património cultural, tendo voltado a alertar para a falta de financiamento, gerando problemas de vigilância e de conservação do património, tendo exemplificado com a recente vandalização de um dos painéis com gravuras rupestres do Parque Arqueológico do Côa, e o «estado de abandono» do património náutico e subaquático, que segundo o STARQ estava «na iminência de ser despejado e sem qualquer perspetiva para onde vá». Com efeito, em 7 de Julho desse ano criticou a situação problemática em que se encontrava o Centro Nacional de Arqueologia Náutica e Subaquática, tendo alertado que o património daquela instituição estava em «sério risco» devido à mudança de instalações, e a inexistência de profissionais de conservação e restauro a trabalhar no centro, «apenas um arqueólogo e dois técnicos de arqueologia». Em Outubro desse ano, denunciou a proposta do Partido Socialista para o Orçamento de Estado de 2018, principalmente devido à «diminuição drástica de investimento» na cultura, e a «clara ausência de visão estratégica de futuro relativamente a um recurso nacional tão relevante como é o nosso Património Cultural», tendo-se ainda pronunciado sobre o reforço orçamental que estava previsto para o Parque do Côa, que classificou como «insuficiente» para garantir a «valorização integrada daquela infra-estrutura, prometida pelo Ministério da Cultura e pela Secretaria de Estado da Ciência». Também nesse mês emitiu um comunicado sobre as alegadas violações aos direitos dos trabalhadores da empresa Crivarque, principalmente em termos de incumprimentos ou atrasos salariais. Em Dezembro de 2018 foi publicado o primeiro número do boletim informativo do STARQ, inicialmente conhecido como O Colherim.
Em Abril de 2019, o STARQ organizou uma greve dos trabalhadores de arqueologia da Direcção Geral do Património Cultural, em protesto contra a falta de meios humanos e materiais, e a degradação das condições de trabalho, tendo acusado aquele organismo de ignorar «os repetidos e cada vez mais veementes avisos dos trabalhadores que alertam os dirigentes para a insustentabilidade desta situação e para os riscos que comporta para o Património Arqueológico e para o trabalho de centenas de arqueólogos que atuam diariamente nas cidades e restante território do país». Em 29 de Julho daquele ano, o jornal Açoriano Oriental noticiou que o STARQ estava a fazer uma sondagem ao governo regional e dezanove autarquias dos Açores, de forma a determinar a situação dos profissionais de arqueologia no arquipélago, e os trabalhos que estavam a ser feitos. Segundo uma nota de imprensa do sindicato, esta intervenção tinha como finalidade «apoiar a defesa do património cultural açoriano, por via do incentivo à garantia de incremento e aumento dos recursos humanos regionais, na área da arqueologia», tendo declarado que estava disposto a «apoiar a consciencialização da Administração Pública da Região Autónoma dos Açores, de que o incentivo à fixação e contratação dos profissionais de arqueologia em particular, e dos profissionais das áreas do património cultural em geral, permite incrementar as boas práticas no setor». Em 24 de Novembro, o jornal Público noticiou que o Sindicato dos Trabalhadores de Arqueologia tinha feito uma denúncia oficial junto da Brigada de Obras de Arte da Polícia Judiciária da Directoria de Lisboa, e da Direcção-Geral do Património Cultural, devido ao crescimento da prática do detectorismo, amadores e profissionais que utilizam detectores de metais para descobrir peças históricas. A dirigente do Sindicato, Jacinta Bugalhão, afirmou nessa altura que «além de a recolha do espólio ser feita de forma destrutiva, o consequente caminho dos artefactos é completamente desconhecido, sendo mais provável ficarem, de acordo com o que é relatado, retidos em colecções privadas ou serem vendidos para outros coleccionadores ou antiquários».

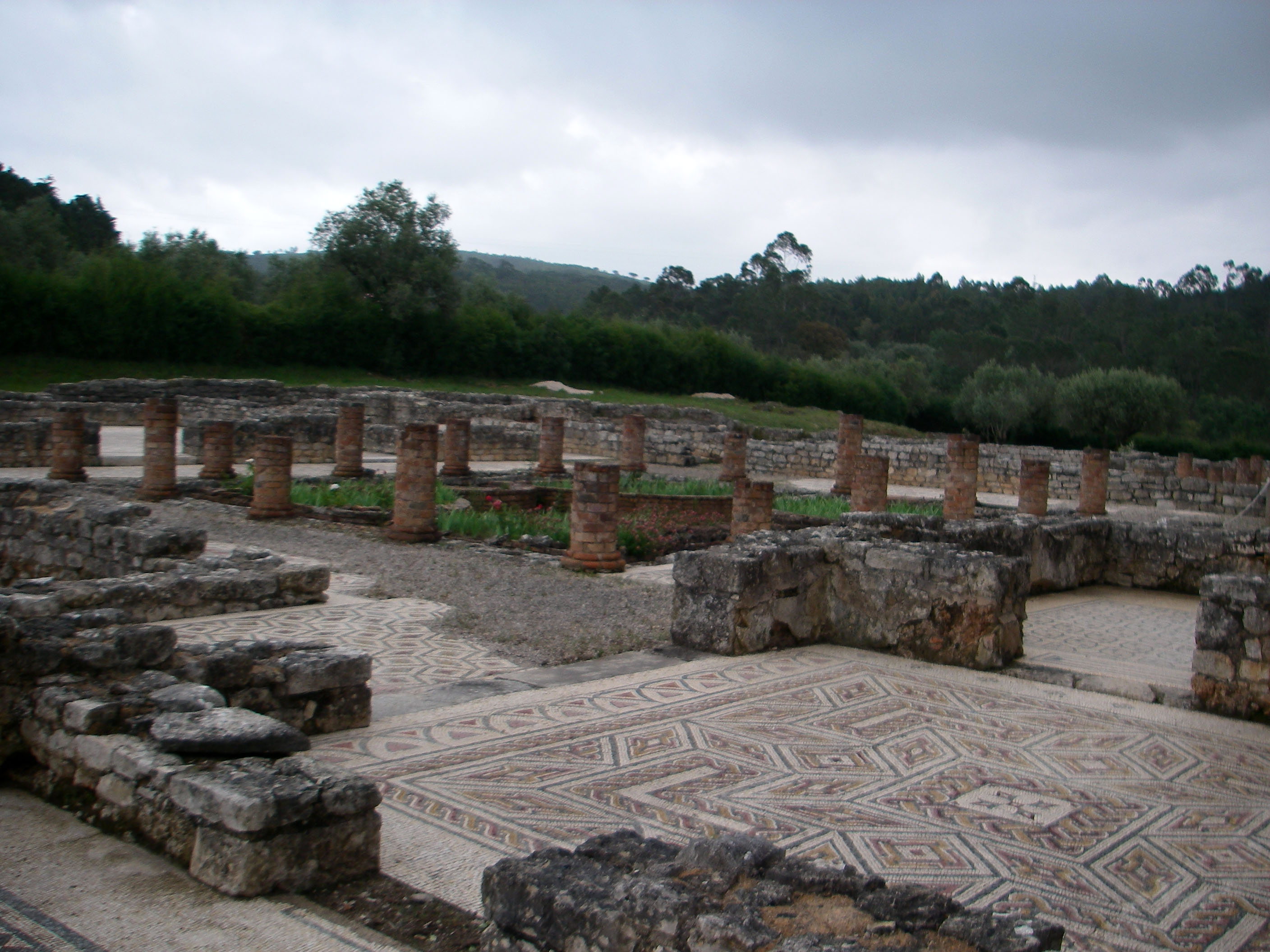
Ruínas Romanas de Conímbriga.

### Década de 2020
Em Janeiro de 2020, o STARQ denunciou as condições ilegais em que se estava a fazer o trabalho voluntário no sítio arqueológico de Conímbriga, alegadamente sem qualquer tipo de apoio em termos de alimentação, transporte, alojamento, e sem seguro de acidentes de trabalho, e sem estar integrado num programa científico ou educacional. O sindicato classificou o caso como «gravíssimo» e desprestigiante para o trabalho voluntário em arqueologia, tendo-o apontado como um exemplo da «falta de rumo nas instituições dependentes do Ministério da Cultura», sendo uma situação mais grave por se tratar de um «sítio arqueológico de valor incalculável, classificado como Monumento Nacional, único museu monográfico deste tipo no país e com estatuto de museu nacional.».

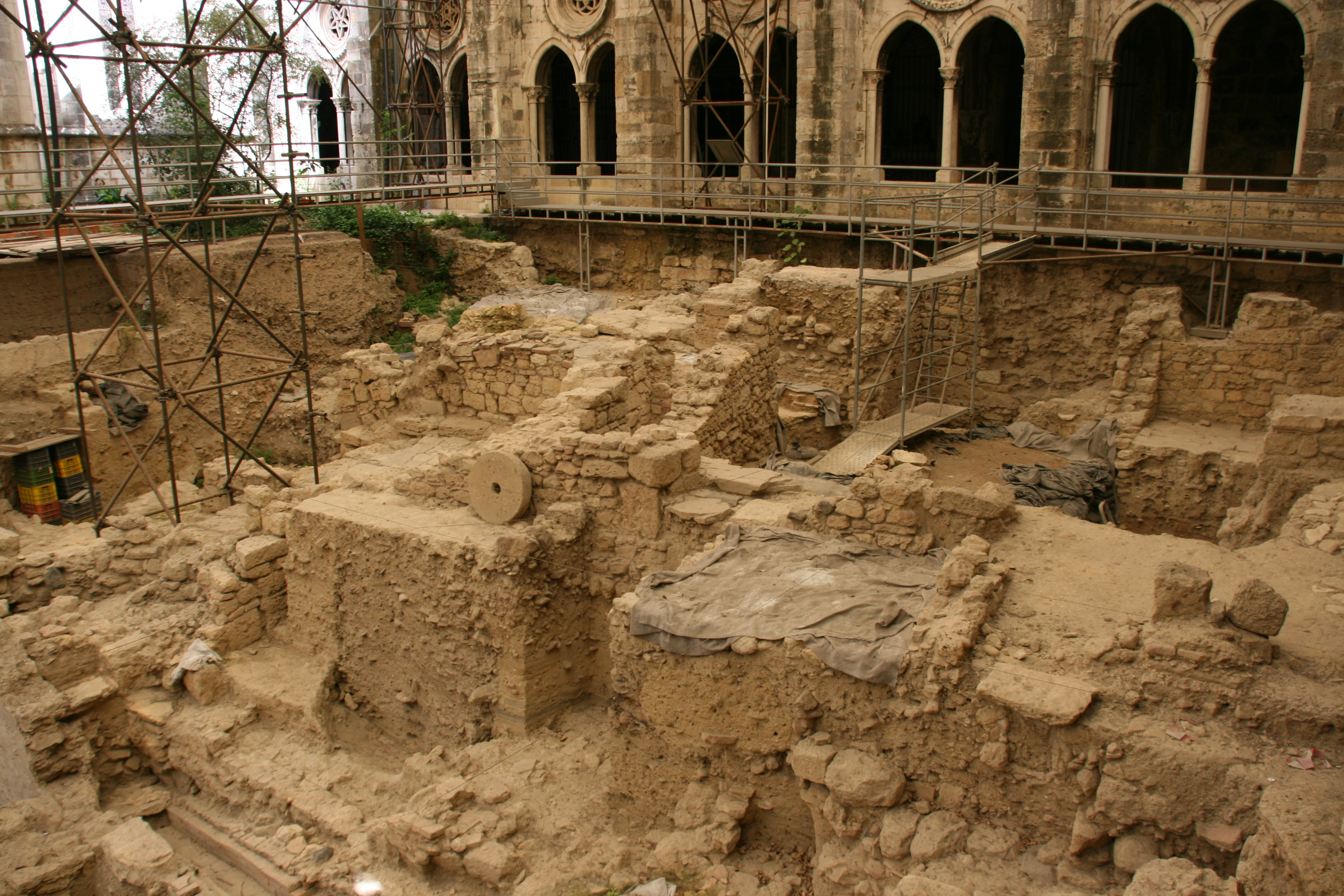
Antigo claustro da Sé de Lisboa, onde foram descobertos vestígios de um grande edifício islâmico, provavelmente uma mesquita.

Num comunicado de 24 de Julho de 2020, o STARQ criticou os graves problemas nas condições de trabalho dos profissionais de arqueologia, devido aos efeitos da pandemia, nomeadamente a falta de segurança nas paredes dos edifícios de sondagem, a «falta de sanitários ou mesmo lavatórios», e a existência de «risco de hipotermia ou insolação». Em 29 de Setembro de 2020, o Sindicato dos Trabalhadores de Arqueologia e o Fórum Cidadania Lisboa emitiram um comunicado onde exigiram que a Direcção-Geral do Património Cultural torne público os documentos que expliquem a demolição das ruínas de uma mesquita, situada por debaixo da Sé de Lisboa. Num comunicado de 19 de Setembro, a Direcção-Geral afirmava que a conservação das ruínas da mesquita iria colocar «em risco a estabilidade estrutural de parte substancial da ala sul do claustro da Sé Patriarcal, pondo em causa a própria implementação do projeto reformulado e o investimento associado». Porém, esta explicação foi criticada pelo STARQ e o Fórum Cidadania, que condenaram o «evidente secretismo que envolve todo este processo, e que muito dificulta o escrutínio público que este merece», uma vez que impossibilitou a recolha de «qualquer informação fiável que confirme que a conservação das estruturas da mesquita coloque em causa a estabilidade da Sé de Lisboa e do seu claustro».
Em Novembro de 2020, o STARQ criticou a proposta de Orçamento de Estado para 2021 que tinha sido apresentada pelo governo, tendo lamentado a ausência de quaisquer medidas para «travar o estado de abandono e desalento a que o património, as suas instituições e trabalhadores estão votados pelo próprio ministério, que os tutela». Condenou igualmente a falta de investimento em profissionais e equipamentos para a Direcção-Geral do Património Cultural, as direcções regionais de Cultura, o Museu Nacional de Arqueologia e o Museu Monográfico de Conímbriga, tendo apontado que este aumento em meios humanos e operacionais era indispensável para uma fiscalização eficiente, além de permitir a realização dos programas de conservação que estavam planeados, e «dar uma resposta célere aos pedidos de avaliação e autorização que concernem ao Património Cultural». Alertou que a «incapacidade de fiscalização enfraquece a DGPC e as Direcções Regionais de Cultura», tendo dado como exemplo a recente «destruição de património provocada pela agricultura intensiva no Alentejo» e noutras regiões. Também criticou a implementação da Lotaria do Património pela Ministra da Cultura, Graça Fonseca, medida que classificou como «iniciativa vazia», por «estar a pedir aos cidadãos uma dupla contribuição, a primeira será a taxação direta via impostos, para algo - a preservação e conservação de monumentos e sítios arqueológicos - cuja responsabilidade é do Estado, e assim deveria estar assegurada através de dotação do próprio Orçamento». Na proposta de orçamento foi incluído o Plano Nacional de Trabalhos Arqueológicos, medida que, apesar de ser pedida pelo Sindicato há algum tempo, foi considerada como insatisfatória, uma vez que precisava «de ser dotado de um valor concreto, não referido» na proposta. O STARQ calculou que o valor do Plano deveria ser «de pelo menos um milhão de euros, já que o último concurso para projetos no âmbito do PNTA, realizado em 2002, tinha uma dotação de cerca de 800 mil euros», tendo-o classificado como «essencial para que se possa estudar e publicar os sítios e materiais resgatados por centenas de escavações arqueológicas». Ainda em 2020, o STARQ colaborou com o Centro de Investigação em Antropologia e Saúde da Universidade de Coimbra, na realização de um estudo sobre a incidência do sexismo e assédio sexual no ambiente de trabalho da antropologia biológica, como parte de um esforço a nível internacional para descobrir e minimizar os problemas nos locais de trabalho, naquela área.
Em Fevereiro de 2021, os Sindicatos dos Trabalhadores de Arqueologia e dos Trabalhadores em Funções Públicas e Sociais do Centro criticaram a decisão do Tribunal de Foz Côa de absolver os dois arguidos que estavam acusados de ter danificado parte das pinturas rupestres, receando que esta falha no cumprimento da legislação sobre a destruição ou vandalização do património poderia trazer futuros problemas à sua conservação, tendo afirmado que era «urgente uma revisão da moldura penal relativamente aos crimes contra o património». Em Maio desse ano, o Sindicato dos Trabalhadores de Arqueologia alertou para a substituição ilegal dos arqueólogos por câmaras de vigilância, durante as operações de dragagem da Ria de Aveiro. No ano anterior, a empresa responsável pelas obras, a Sociedade Polis Litoral Ria de Aveiro, tinha pedido autorização à Direcção-Geral do Património Cultural para substituir a presença dos arqueólogos por câmaras, alegadamente devido à pandemia, mas aquele órgão recusou, uma vez que aquele método não permitia acompanhar todas as frentes das obras, além que o considerava «incompatível com a salvaguarda preventiva do património arqueológico». Em Junho de 2021 o STARQ reagiu à exoneração do diretor da DGPC, Bernardo Alabaça, visando ao mesmo tempo a forma e tomadas de decisão levadas a cabo pelo Ministério da Cultura e a sua Diretora Graça Fonseca. Também em Julho de 2021 o STARQ lançou um artigo na revista Al-Madan com o título: Boas e Más Práticas na Atividade Arqueológica. Neste artigo é espelhado uma série de problemas decorrentes da cedência de credenciais do Portal do Arqueólogo a terceiros bem como a sua relação com a precariedade laboral.